# Lauterach (Áustria)
Lauterach é um município da Áustria, situado no distrito de Bregenz, no estado de Vorarlberg. Tem 11,91 km² de área e sua população em 2019 foi estimada em 10.269 habitantes.